# Vexilologické názvosloví
Vexilologické názvosloví je souhrn technických termínů užívaných v oblasti vexilologie pro popis vzhledu vlajek a praporů a pro popis jejich užití. Jedná se o druh žargonu.
Vlajky se zobrazují, jako by z pohledu pozorovatele vlály zleva doprava. Tato strana vlajky se nazývá líc (avers), opačná strana je rub (revers). Zvířata a figury na vlajce vždy hledí k žerdi.

## FIAV symboly
Některé státy užívají jednu variantu vlajky ke všem účelům (např. Česká republika, Argentina nebo Bosna a Hercegovina). Jiné státy užívají dvě nebo více variant vlajky k různým účelům, podle uživatelů. Dle FIAV se rozlišují následující kategorie:
Národní vlajka
je vlajka užívána na pevnině občany. Bývá většinou jednoduchého designu.
Státní vlajka
reprezentuje státní správu, samosprávu a úřední moc, např. celní správu nebo pohraniční policii. Rovněž se můžeme setkat s pojmem „služební vlajka“. Často má podobu národní vlajky, na které je umístěn státní znak. Použití této vlajky přísluší výhradně státním orgánům, občané nejsou oprávněni ji užívat.
Válečná vlajka
je užívána v době války pro označení armády.
Námořní vlajky
jsou užívány na lodích na moři. Tato kategorie se ještě dále dělí na civilní, úřední, válečné a obchodní. Námořní vlajky se nemohou používat na pevnině. Patří sem také signální vlajky Námořní vlajkové abecedy.
K uvedení kategorie vlajky se při vyobrazování a popisu užívá speciální symbolika.
| Symbol       | Název                  | Použití                            |
| ------------ | ---------------------- | ---------------------------------- |
| Užití vlajky | Národní vlajka         | Soukromé použití                   |
| Užití vlajky | Státní vlajka          | Veřejné budovy                     |
| Užití vlajky | Válečná vlajka         | Vojenské objekty                   |
| Užití vlajky | Námořní národní vlajka | Rybářské, výletní plavidla, jachty |
| Užití vlajky | Námořní státní vlajka  | Neozbrojená státní plavidla        |
| Užití vlajky | Námořní válečná vlajka | Válečné lodě                       |

## IFIS symboly
Pro další vlastnosti a pravidla zavedla FIAV symboliku IFIS (International Flag
Identification Symbols):
| Symbol | Popis                                                                 | Příklady                                                                                        |
| ------ | --------------------------------------------------------------------- | ----------------------------------------------------------------------------------------------- |
|        | Obvyklá nebo de jure verze vlajky nebo přední (lícové) strany vlajky. | Česká vlajka                                                                                    |
|        | Přední (lícová) strana má žerď vpravo.                                | Saúdskoarabská vlajka, Vlajka Saharské arabské demokratické republiky                           |
|        | De facto verze vlajky.                                                | Andorrská vlajka                                                                                |
|        | Alternativní (druhá možnost) varianta vlajky.                         | Varianty Mexické vlajky                                                                         |
|        | Přijatelná varianta vlajky.                                           | Varianta Libanonské vlajky                                                                      |
|        | Historická, nyní již nepoužívaná vlajka.                              | Historické vlajky USA                                                                           |
|        | Design byl navržen v minulosti, ale nikdy nebyl oficiálně přijat.     | Návrhy vlajky Bosny a Hercegoviny                                                               |
|        | Design je rekonstrukce na základě předchozích pozorování.             | Australská koloniální vlajka z roku 1823, vlajka Incké říše, návrh peruánské vlajky z roku 1820 |
|        | Design byl schválen k reprezentování národa vládou tohoto národa.     | Armádní moldavská vlajka                                                                        |
|        | Design přední (lícové) a zadní (rubová) strany vlajky je rozdílný.    | Paraguayská vlajka                                                                              |
|        | Zadní (rubová) strana vlajky.                                         | Moldavská vlajka                                                                                |
|        | Zadní (rubová) strana je zrcadlovým obrazem přední (lícové) strany.   | Vlajka islandského prezidenta                                                                   |
|        | Zadní (rubová) strana je shodná se stranou přední (lícovou).          | Brazilská vlajka                                                                                |
|        | Informace o zadní (rubové) straně nejsou k dispozici.                 |                                                                                                 |
|        | Obvyklé svislé zavěšení vlajky.                                       | Česká vlajka                                                                                    |
|        | Svislé zavěšení vlajky s otočením břemene o 90°.                      | Vertikální Slovenská vlajka                                                                     |
|        | Neznámé svislé zavěšení vlajky.                                       |                                                                                                 |
|        | Design vlajky nemá žádný prvek kterým lze otáčet.                     | Libyjská vlajka z let 1977–2011                                                                 |
|        | Vlajka může být zavěšena pouze svisle.                                | Vlajka Incké říše                                                                               |
|        | Nejedná se o vlajku, špatné zobrazení vlajky                          | Viz Vlajka Evropské unie (Časté chyby)                                                          |

## Popis a součásti vlajek
- Bordura – obruba sloužící ke zpevnění horních, dolních a vlajících okrajů listů slavnostních praporů (výjimečně i vlajek) našitím pletených či kroucených šňůr nebo dracounových či textilních třepení.
- Břemeno – figura nebo symbol na vlajce.
- Deviza – heslo vyobrazené na vlajce. Například šaháda na afghánské vlajce.
- Emblém – symbol či obrazec na způsob odznaku, který je užívaný jako břemeno na listech vexilologického materiálu, který nemá charakter heraldického znaku nebo obecné figury, (např. britský „badge“, odznak plukovní,  stavovský, profesní, znak vojenských složek, druhů vojska, označení spolků a organizací atd.). Příkladem může být javorový list na kanadské vlajce.
- Figura –  vexilologické znamení, jehož název je převzat z heraldiky. Figura vexilologická vzniká geometrickým dělením listu. Figura obecná podobně jako v heraldice představuje stylizovaná zvířata (lev, orlice, medvěd, kůň, ryba) stylizované rostliny (strom, lekno, lilie, květ, růže) nebo stylizovaný předmět (hvězda, slunce, meč, radlice).
- Hvězda – geometrický obrazec se střídajícími se úhly dutými a vypuklými s libovolným počtem cípů. Je to poměrně častá vexilologická figura. Má-li pět cípů, z nichž jeden směřuje vzhůru, hvězda se blíže nepopisuje. Pokud se počet cípů nebo rotace liší, je nutno to při popisu výslovně uvést.
- Kanton – obdélníková figura tvořící v podstatě kteroukoliv čtvrtinu vlajky, nejčastěji se však jedná o horní žerďovou čtvrtinu. V kantonu jsou umístěny hvězdy americké vlajky nebo britský Union Jack na vlajkách bývalých britských kolonií – v současné době zůstává na vlajkách Austrálie, Nového Zélandu, Tuvalu a Fidži.
- Karé – čtvercové pole v horním rohu vlajky (srov. Kanton). Nachází se například na řecké vlajce nebo chilské vlajce.
- Klín – pole ve tvaru rovnoramenného trojúhelníku se základnou na okraji vlajkového listu. Žerďové klíny mají základnu na žerďovém okraji, vlající klíny na vlajícím okraji (např. Americká Samoa). Žerďový klín se nachází například na vlajce České republiky nebo filipínské vlajce a vlajce celé řady dalších států, jako Bahamy, Džibutsko, Eritrea, Guayana, Jižní Súdán, Jordánsko, Komory, Kuba, Mosambik, Portoriko, Rovníková Guinea, Súdán, Svatý Tomáš a Princův ostrov, Vanuatu, Východní Timor, Zimbabwe. Pokud se základna klínu nerovná šířce listu, popisuje se, odkud klín vychází, pokud jeho poloha není určena jiným popisem (např. Jihoafrická republika, Jamajka). Pokud klíny nemají základnu na okraji listu, popisujeme je jako trojúhelníková pole nebo trojúhelníky. Jako klíny je možno popsat dokonce i čtyřúhelníkové plochy, pokud vycházejí z rohů či cípů listu a mají dvě strany o stejné délce, pokud nemají, popisujeme je jako paprsky (např. Seychely, Marshallovy ostrovy).
- Krokev – souměrně lomený pruh s vrcholem.
- Kříž – geometrický obrazec vytvořený vzájemně zkříženými pruhy. I když lze na list vlajky položit jakýkoliv kříž známý v heraldice, na vlajkách je obvyklých pouze několik typů, např. svatojiřský (souměrný ležatý, např. Anglie, Guernsey, Jersey, Severní Irsko), ondřejský či svatoondřejský (úhlopříčný, např. Skotsko, Jamajka), skandinávský neboli filipský či svatofilipský (ležatý latinský kříž, např. Finsko, Švédsko, Dánsko, Norsko, Island, Faerské ostrovy, Alandy), řecký kříž (se stejně dlouhými rameny, např. Řecko, Švýcarsko, Tonga).
- Květ – obecná figura ve tvaru jednotlivého stylizovaného rostlinného orgánu, popř. květenství či větvička. Květy různých druhů se často vyskytují zejména na městských vlajkách, např. bodlák, heřmánek, hloh, hvězdnatec, kakost, koniklec, kopretina, len, maceška, orlíček, přirozená lilie, třešňový květ, třezalka, úpolín, zvonek ale třeba také borová šiška. Některé specifické typy květů mají svůj vlastní heraldický a vexilologický název.
- Lekno – specifický květ v podobě heraldicky stylizovaného listu leknínu.
- Lem – stejnobarevná, souvislá a stejně široká plocha lemující žerďový, horní, vlající a dolní okraj listu.
- Lemování – umístění úzkého pruhu odlišné barvy po obvodu pole, plochy či vexilologické figury. Šířka pruhu bývá 1/50 až 1/100 šířky listu a většinou se neuvádí.
- Lilie – specifický květ v podobě heraldicky stylizovaného vyobrazení skládajícího se ze tří delších lístků směřujících vzhůru a tří kratších směřujících dolů uprostřed převázaných. Lilie je zpravidla bílá, řidčeji žlutá.
- List – celé pole vlajky, obvykle obdélníkového tvaru. List vlajky má dva rohy (horní a dolní) v žerďové části a jim odpovídající dva cípy (horní a dolní) ve vlající části.
- Nápis – text napsaný vodorovně.
- Opis – text napsaný do kruhu nebo do půlkruhu.
- Pole – pozadí vlajky; barva pod břemeny.
- Pruh – rovnoběžníková plocha na vlajkovém listu. Je-li delší strana rovnoběžníku rovnoběžná s horním okrajem, jedná se o vodorovný pruh, je-li rovnoběžná s žerďovým okrajem, jedná se o svislý pruh. Pruhy, jejichž delší strany nejsou rovnoběžné s okraji, se nazývají šikmý pruh (z dolního žerďového rohu do horního vlajícího cípu) a kosmý pruh (z horního žerďového rohu do dolního vlajícího cípu). Šíře takových pruhů se stanovuje poměrem jejich kolmých šířek k šířce nebo délce listu. Není-li osa pruhu shodná s úhlopříčkou vlajkového listu, určuje se šířka pruhu vymezením úseček na okrajích listu, odkud pruhy vycházejí.
- Půlměsíc – obecná figura ve tvaru měsíčního srpku. Při popisu je nutno určit polohu a průměr srpku a orientaci jeho cípů. Šířka srpku bývá 1/3 až 1/4 jeho průměru.
- Růže – specifický květ v podobě heraldicky stylizovaného květu pětilistého druhu růže s pěti korunními, pěti kališními lístky a se semeníkem. Při popisu určujeme barvu jednotlivých částí a nesměřuje-li jeden korunní lístek k hornímu okraji listu i její polohu.
- Slunce – obecná figura charakterizovaná paprsky a obličejem.
- Třepení – ozdobný a vyztužující prvek slavnostního praporu našitý podél horního, dolního a vlajícího okraje či pouze vlajícího okraje z textilních (případně zlatých či stříbrných) nití.
- Zbroj – zvýrazněná část obecné zvířecí figury, např. drápy, pařáty, zobáky, zuby, rohy, kopyta apod., mající barvu zpravidla odlišnou od vlastní figury.

## Základní motivy vlajek

Některé ze základních motivů vlajek

| Motiv             | Přiklad                                                     | Poznámka                                                                                       |
| ----------------- | ----------------------------------------------------------- | ---------------------------------------------------------------------------------------------- |
| Břevno            | Botswanská vlajka Vlajka Tanzanie Vlajka Trinidadu a Tobaga | Užší pruh, břevna mohou být vodorovná, šikmá či kosá.                                          |
| Čtvrcení          | Panamská vlajka                                             |                                                                                                |
| Kanton            | Australská vlajka                                           |                                                                                                |
| Karé              | Chilská vlajka                                              | Na rozdíl od kantonu čtvercové.                                                                |
| Klín              | Džibutská vlajka                                            |                                                                                                |
| Krokev            | Vlajka města Volary                                         |                                                                                                |
| Kruhové pole      | Bangladéšská vlajka                                         |                                                                                                |
| Kříž ondřejský    | Skotská vlajka                                              |                                                                                                |
| Kříž řecký        | Švýcarská vlajka                                            | Zkrácený středový kříž (ramena se nedotýkaji okrajů listu). Kříž může být i mimo střed vlajky. |
| Kříž skandinávský | Švédská vlajka                                              | Nazývaný též heroldský kříž.                                                                   |
| Kříž svatojiřský  | Anglická vlajka                                             | Nazývaný též středový.                                                                         |
| Kůl               | Vlajka Středoafrické republiky                              | Užší svislý pruh.                                                                              |
| Lem               | Maledivská vlajka                                           |                                                                                                |
| Pruhy svislé      | Francouzská vlajka                                          |                                                                                                |
| Pruhy vodorovné   | Německá vlajka                                              |                                                                                                |
| Šikmé dělení      | Bhútánská vlajka                                            |                                                                                                |
| Vidlice           | Jihoafrická vlajka                                          |                                                                                                |

## Barvy na vlajkách
Kromě rozlišení jednotlivých figur odpovídá použití barev i určité symbolice, specifické pro stát, národ, společenství nebo je symbolika všeobecně známa.
Vexilologické názvosloví má, podobně jako heraldické, svá pravidla ohledně barev. V heraldice užívané kovy, zlato a stříbro, se uvádějí ve vexilologii jako žlutá a bílá barva.
Pro nejpoužívanější barvy jsou pro černobílá zobrazení vlajek používána dohodnutá šrafováni, popřípadě zkratka. Dohoda přinášela (v současnosti se již používá zřídka) alespoň přibližnou představu o vzhledu vlajky.
| Barva    | Zkratka (cs) | Šrafováni                              | Symbolika                                        |
| -------- | ------------ | -------------------------------------- | ------------------------------------------------ |
| Azurová  | a            | Vodorovné vlnité šrafování             | Moře                                             |
| Bílá     | b            | Bez šrafování                          | Čistota, mír, láska, monarchie                   |
| Černá    | č            | Vodorovné a svislé šrafování           | Násilí, moc, reakce, smutek, anarchie, pirátství |
| Červená  | čv           | Svislé šrafování                       | Nebezpečí, krev                                  |
| Hnědá    | h            | Cihly                                  | Fašismus                                         |
| Fialová  | f            | Křížky                                 | Víra                                             |
| Modrá    | m            | Vodorovné šrafování                    | Moře, nebe, hory                                 |
| Oranžová | o            | Kroužky                                |                                                  |
| Rudá     | r            | Šikmé šrafování (zdola doprava nahoru) | Boj, revoluce                                    |
| Šedá     | s            | Bez šrafování, nebo šedá plocha        | Bohatství                                        |
| Zelená   | z            | Kosé šrafování (shora doprava dolů)    | Úrodnost, zemědělství, katolicismus, islám       |
| Žlutá    | ž            | Nepravidelné tečkování                 | Budoucnost, bohatství, rozkvět, slunce, nákaza   |

## Způsoby vystavení vlajek
- Vztyčení – akt vytažení vlajky na vrchol stožáru.
- Do půl žerdi – způsob zobrazení vlajky, kdy je vlajka umístěna do střední třetiny dostupné výšky stožáru. Prakticky se akt provádí tak, že je vlajka vytažena na vrchol stožáru a následně spuštěna do půl žerdi. Obvykle znamená zármutek, např. žal při úmrtí – viz Smutek (vexilologie).
- Do půl stěžně – viz Do půl žerdi. Vztahuje se spíše k námořním vlajkám.